# AMARANTHUS
『AMARANTHUS』（アマランサス）は 2016年2月17日に発売された、ももいろクローバーZの3rdアルバム（4thアルバムと同時発売）。
音楽業界では珍しい、オリジナルフルアルバムの2作同時リリースという試みが行われ〝生と死とファンタジー〟をテーマに計20曲もの新曲が含まれる。本作はその1枚目にあたる。
両アルバムはオリコンランキングで1位と2位を独占。自身2度目の達成であり、女性アーティストとしては初の快挙となった。日本レコード協会・ゴールドディスク認定（累計出荷10万枚以上25万枚未満）。
アルバムの世界観を再現するため、グループ初の全国ドームツアー『MOMOIRO CLOVER Z DOME TREK 2016 “AMARANTHUS/白金の夜明け”』を行った。

## 両アルバムの世界観
- 3rdアルバム『AMARANTHUS』（本作）

起きて見る夢がテーマで、人の一生を扱う。生演奏の比重が高く、リアルな人生を表現。
- 4thアルバム『白金の夜明け』

寝て見る夢がテーマで、ファンタジーを扱う。打ち込みの比重が高く、妄想世界を表現。
各アルバムの収録曲は曲順ごとに通じ合う部分があり、2枚は双子のような関係であるとして『ミュージックマガジン』（2016年3月号）では特集が組まれた。
メンバーは制作初期の段階で“死生観”や“恋愛観”などについて話し合い、それが歌詞にも反映された。「今まで以上に歌詞に共感していただける部分が多いアルバム」だとしており、言葉の一部が両アルバムにまたがる形でリンクする仕掛けになっている。
「なんで2枚組じゃなくて、こういう形でリリースしたのかも、聴いていただければ、納得していただけると思います」とメンバーは述べ、「それぞれの［楽曲を提供した］作家さんの個性があるので、そこは壊さないようにしつつ、ももクロらしさをどう出すかは、メンバーみんなが考えていた」としている。

## 本アルバムの概要
| 専門評論家によるレビュー             | 専門評論家によるレビュー   |
| レビュー・スコア                     | レビュー・スコア           |
| 出典                                 | 評価                       |
| ------------------------------------ | -------------------------- |
| 『ミュージックマガジン』（原田和典） | · （同氏の平均評点は7.05） |
| Billboard JAPAN（杉岡祐樹）          | 肯定的                     |

『AMARANTHUS』は、人が生まれてから死ぬまでを表現した、一連の楽曲の並びが特徴である。リーダーの百田夏菜子は「ももクロらしく、暗くならずに伝える」と述べている。

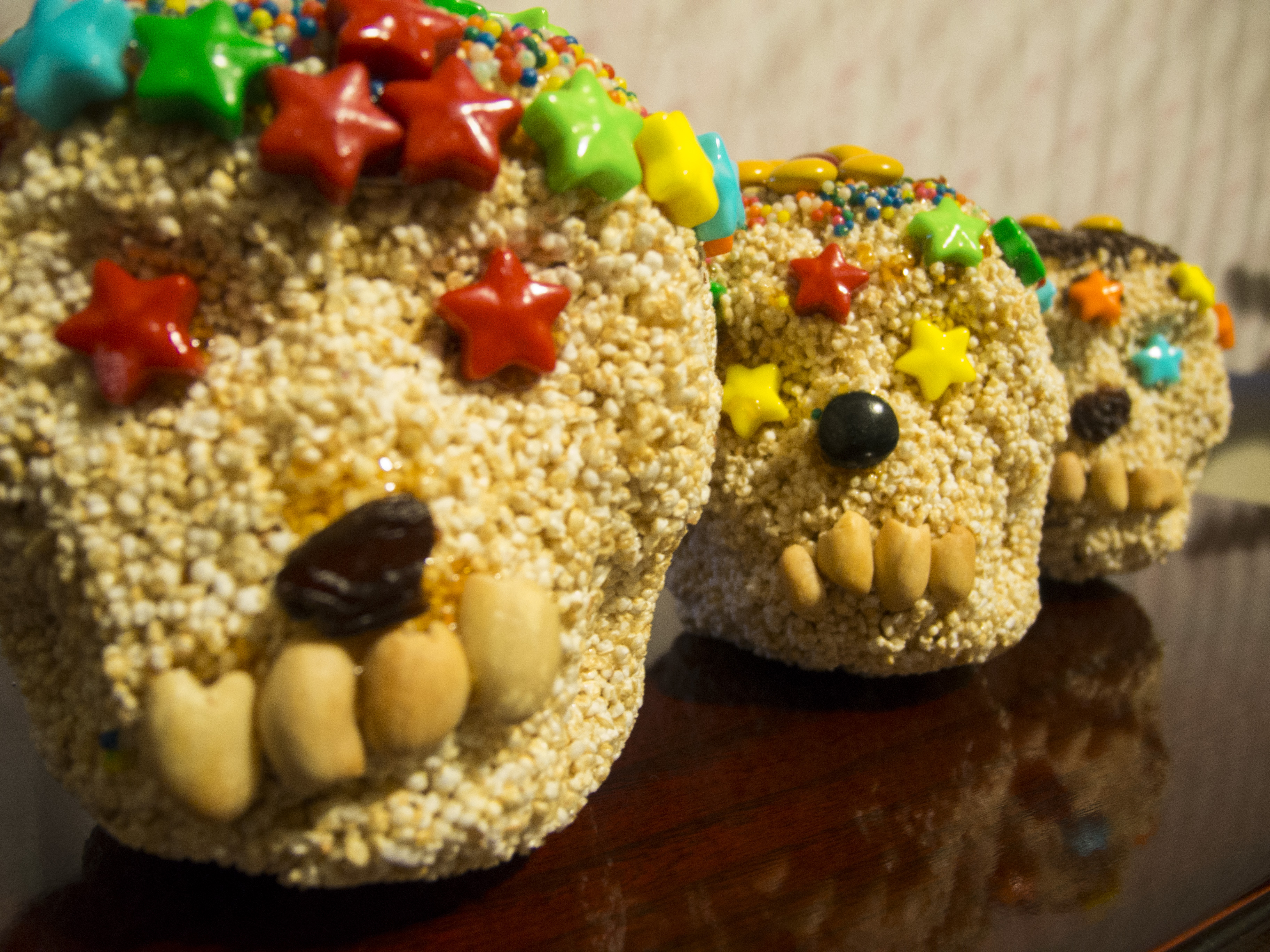
アマランサスのおこし

タイトルの“アマランサス”とは穀物の一種で、メキシコの祝祭「死者の日」に、ガイコツの形をしたおこしを作る際に使われる。
収録曲の作家陣は、清竜人、SEX MACHINEGUNSのANCHANG、やくしまるえつこといった前衛的なミュージシャンから、さだまさし・中島みゆき等のベテラン勢まで幅広い。また、「行くぜっ!怪盗少女」など、グループ初期の楽曲を数多く提供した前山田健一は、本作で3年ぶりの復帰となる。
アルバム発売前には、ももいろクローバーZと縁のある著名人達が、本作の収録曲を試聴している様子を視聴することが出来る「試聴×視聴ビデオ」が公開された。

## 収録曲
1. embryo -prologue-（エンブリオ プロローグ）
作曲・編曲：tatsuo
  - embryoとは胚という意味で、出産まで母体に入っている赤ん坊のこと。アルバムのprologue（序章）として位置づけられた曲である。
2. WE ARE BORN（ウィー アー ボーン）
作詞：藤林聖子 / 作曲・編曲：tatsuo
歌詞・動画 - 歌ネット
  - 本アルバムのリード曲
  - 2023年には、「WE ARE BORN -ZZ ver.-（ダブルゼータ バージョン）」を、2018年以降のメンバー4人体制バージョンとして制作。配信限定アルバム『ZZ’s III』に収録された。
3. モノクロデッサン
作詞・作曲：CLIEVY / 編曲：小松一也
ZZ ver. 歌詞・動画 - YouTube
  - 曲頭の「3、4、5、6」は各メンバーの生まれた年の下一桁を表しており（1993～1996年）、該当するメンバーがそれぞれの数字を読み上げている。
  - オリジナルバージョンの歌詞は“モノクロの世界に5つの色を塗っていく”趣旨であったため、2018年の有安杏果卒業に伴い、4人体制では歌うことができずお蔵入りとなっていた。そんな中、2020年に佐々木彩夏がソロコンサートで同曲を歌ったことがファンの間で大きな話題に。2021年には、歌詞を一新した「モノクロデッサン -ZZ ver.-（ダブルゼータ バージョン）」が制作され、配信限定アルバム「ZZ’s II」に収録された。最後のサビの後半部分（どの色が欠けても この夢の続き描けてないから 〜）では、 録音ブースの真ん中にあるマイクをメンバー全員が手を繋いで囲うかたちでレコーディング（その際の映像）。収録された歌声が特徴的な仕上がりとなっている。
4. ゴリラパンチ
作詞：ANCHANG / 作曲・編曲：AKIRASTAR
歌詞・動画 - 歌ネット
  - 有安杏果をフィーチャーした楽曲である。歌詞に登場するゴリラとパンダは強さ（怒り）と優しさの喩えであり、プロデュースに関わった川上アキラは「仮歌を聴いてすぐに有安の画が浮かびました」としていた[12]。有安卒業後は、佐々木彩夏がその役割を引き継いだ。
  - 2021年には、「ゴリラパンチ -ZZ ver.-（ダブルゼータ バージョン）」を、2018年以降のメンバー4人体制バージョンとして制作。配信限定アルバム「ZZ’s II」に収録された。
5. 武陵桃源なかよし物語（ぶりょうとうげん なかよしものがたり）
作詞・作曲：前山田健一 / 編曲：橋本由香利
歌詞・動画 - 歌ネット
  - 武陵桃源とは桃源郷の同意語で、理想の世界を意味する。
  - 「ケンカと仲直り」をテーマにした楽曲で、ももクロに関して同様の出来事を経験した前山田健一が手がけた（詳細は桃神祭2015を参照）。
6. 勝手に君に（かってにきみに）
作詞：ももいろクローバーZ・NAGAE / 作曲・編曲：大隅知宇
歌詞・動画 - 歌ネット
  - 2015年に、ヤンキースタジアムでの田中将大登場曲として制作したもの。本アルバムで初音源化された。作詞は、ももいろクローバーZと共に、「青春賦」も手がけた桑原永江（NAGAE名義）が担当。
  - 2021年には、「勝手に君に -ZZ ver.-（ダブルゼータ バージョン）」を、2018年以降のメンバー4人体制バージョンとして制作。アルバム『田中将大』に収録された。
7. 青春賦
作詞：桑原永江 / 作曲：しほり / 編曲：冨田恵一
歌詞・動画 - 歌ネット
  - 14thシングル
  - メンバーの佐々木彩夏は、シングル曲をアルバムの一連の流れで聴くとイメージが変わると述べている。「例えば“青春賦”は映画の主題歌っていう印象がものすごく強いと思うんですけど、“AMARANTHUS”の流れの中で聴くと、人生で必ず通る青春の1ページを描いた曲という印象が強くなっていて。……シングル曲がアルバムの中で新しく生まれ変わっているところにも注目してほしいです」とコメントしている[13]。
8. サボテンとリボン
作詞：只野菜摘 / 作曲・編曲：神前暁
歌詞・動画 - 歌ネット
  - 佐々木彩夏をフィーチャーした楽曲であり、恋愛映画をモチーフにした曲である。
  - 2016年『全国高校野球選手権 岐阜大会』入場行進曲
9. デモンストレーション
作詞・作曲・編曲：清竜人
歌詞・動画 - 歌ネット
  - もう1枚の『白金の夜明け』でも清竜人の提供曲が9曲目となっており、両アルバムを繋ぐ役割となっている。
10. 仏桑花（ぶっそうげ）
作詞・作曲：さだまさし / 編曲：近藤研二
歌詞・動画 - 歌ネット
  - 「秋桜」などで知られるさだまさしが楽曲提供し、ももクロを花で喩えて「仏桑花」（ハイビスカスの一種）というタイトルとなった。
  - 親への感謝を歌った曲で、さだまさしとメンバーが食事に行って話し合う中で制作された[14]。
11. 泣いてもいいんだよ
作詞・作曲：中島みゆき / 編曲：瀬尾一三
歌詞・動画 - 歌ネット
  - 11thシングル
12. Guns N'Diamond（ガンズ アンド ダイアモンド）
作詞・作曲・編曲：zopp・小林史知・岡村夏彦（3人でのコライト）
歌詞・動画 - 歌ネット
  - 曲終盤で、死を迎える様が描かれる。
13. バイバイでさようなら
作詞・只野菜摘 / 作曲・編曲：エンドウ.
歌詞・動画 - 歌ネット
  - 天国への階段を登る様が描かれ、仏具・錫杖の音や男性コーラスによる「死神パート」が取り入れられている。
14. HAPPY Re:BIRTHDAY（ハッピー リバースデイ）
作詞・作曲：ティカ・α / 編曲：やくしまるえつこ・山口元輝
歌詞・動画 - 歌ネット
  - 死後の世界が描かれる。曲の最後では「走馬灯」のように人生を振り返るセリフパートがあり、生まれ変わり（rebirth）に向かう段階を表していると、作者のやくしまるえつこ（ティカ・α）は述べている[15]。

### Blu-ray（初回限定盤のみ）
1. WE ARE BORN（ミュージックビデオ ）
2. モノクロデッサン（ドキュメンタリー ミュージックビデオ）
3. Documentary of "AMARANTHUS"

## 参加ミュージシャン
[ ]は演奏時間
| embryo -prologue- [1:30] - Programming：tatsuo - Choir：後藤裕美 WE ARE BORN [4:20] - Guitar & Programming：tatsuo - Keyboard：渡辺壮祐 - Drums：青山英樹 - Piano：三柴理 モノクロデッサン [5:53] - Guitar：林部直樹 - Bass：SOKUSAI - Drums：小田原豊 - Piano：藤井洋 - Harmonica：STEVIE WONDROUS - Chorus：LUCY VANDROUS ゴリラパンチ [4:36] - Bass & Guitar & Programming：AKIRASTAR - Guitar Solo：ANCHANG - Drums：山縣亮 武陵桃源なかよし物語 [4:29] - Programming：橋本由香利 - Guitar：宮崎誠 - Piano：川田瑠夏 勝手に君に [4:45] - Guitar：堤博明 - Other Instruments & Programming：大隅知宇 青春賦 [5:17] - Strings：金原千恵子ストリングス - Chorus：東亜学園高等学校コーラス部 - All Instruments & Treatments & Produced：冨田恵一 サボテンとリボン [4:44] - Guitar：飯室博 - Trumpet：西村浩二、菅坂雅彦 - Trombone：村田陽一 - Programming：神前暁（MONACA） デモンストレーション [4:44] - Guitar：Tom-H@ck - Bass：岩永真奈 - Drums：川口千里 - Piano：川田瑠夏 - Strings：室屋光一郎ストリングス 仏桑花 [4:38] - Flute & Tin Whistle：高桑英世 - Clarinet：中ヒデヒト - Harp：斎藤葉 - Blues Harp：山田稔明 - Guitar & Tambourine & Wood Block：近藤研二 - Pedal Steel Guitar & Banjo & Mandolin：安宅浩司 - Bass & Mandola & Mandocello：渡辺等 - Drums & Piano：sugar beans - Strings：桑野聖ストリングス - Violin：桑野聖、岩戸有紀子、三浦道子、小宮直、大林典代、西森記子、高田智恵、久永泉、三木希生子、井戸柄里 - Viola：渡辺一雄、石井泉、上田敏子 - Cello：結城貴弘、増本麻理、多井智紀 | 泣いてもいいんだよ [5:06] - Keyboard & Programming：小林信吾 - Bass：FIRE - Drums：山木秀夫 - Guitar：古川望 - Tenor Saxophone：中村哲 - Strings：弦一徹ストリングス Guns N'Diamond [4:05] - Guitar & Other Instruments & Programming：岡村夏彦 - Bass：須藤優 - Drums：Ryo Yamagata - Piano：宇都圭輝 - Violin Top：銘苅麻野 - Violin：雨宮麻未子 - Viola：角谷奈緒子 - Violoncello：渡邊雅弦 - Trumpet：二井田ひとみ、川崎太一朗 - Trombone：半田信英、小池隼人 - Horn：堀風翔、小谷晋一 バイバイでさようなら [4:43] - Guitar：エンドウ.（GEEKS） - Bass：カシムラトモヤ - Drums：キョウヘイ（GEEKS） - Piano & Synthesizer：カオル（GEEKS） - Trumpet：小澤篤士 - Saxophone：竹上良成 - Trombone：鹿討奏 HAPPY Re:BIRTHDAY [4:15] - Produced & Sound collage：やくしまるえつこ - Bass：吉田匡 - Drums：山口元輝 - Piano & Organ & Keyboard：エマーソン北村 - Flute & Piccolo：宮地夏海 - Strings Arrange：近藤研二 - Strings：桑野聖ストリングス - Violin：桑野聖、岩戸有紀子、三浦道子、小宮直、大林典代、西森記子、高田智恵、久永泉、三木希生子、井戸柄里 - Viola：渡辺一雄、石井泉、上田敏子 - Cello：結城貴弘、増本麻理、多井智紀 |